# Adewale Akinnuoye-Agbaje

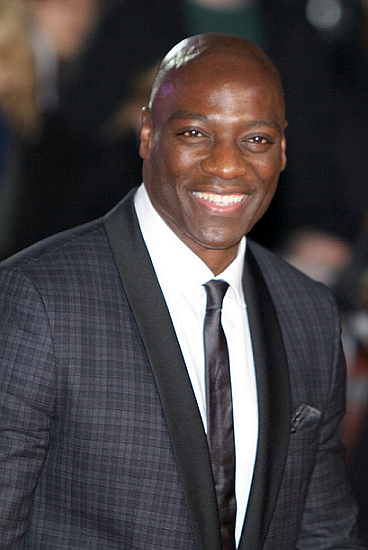
Adewale Akinnuoye-Agbaje bei der Premiere von Thor – The Dark Kingdom im Oktober 2013

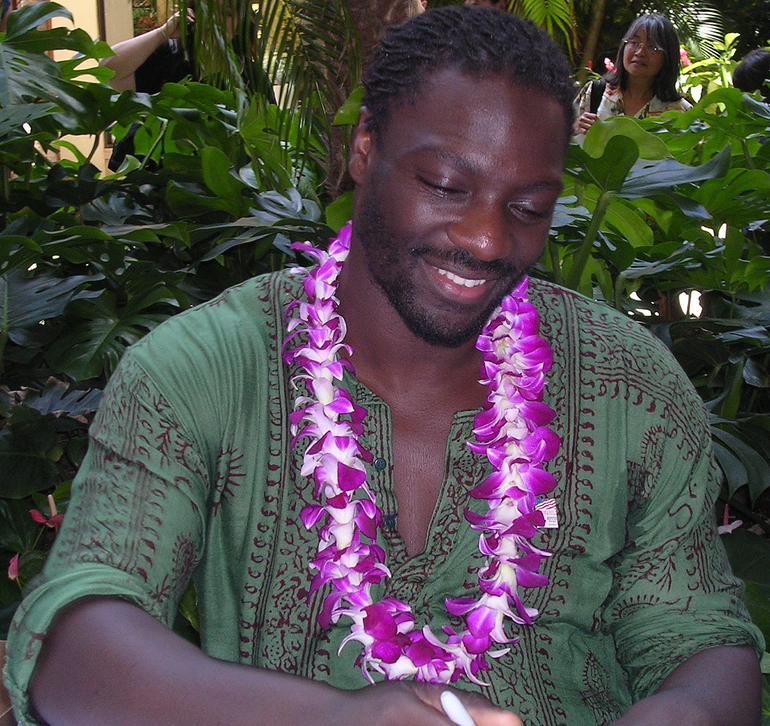
Adewale Akinnuoye-Agbaje (2007)

Adewale Akinnuoye-Agbaje (* 22. August 1967 in London) ist ein britischer Schauspieler.

## Leben
Adewale Akinnuoye-Agbaje wurde als Sohn nigerianischer Einwanderer in London geboren, wo er mit seinen vier Schwestern auch aufwuchs. Später studierte er am King’s College London Rechtswissenschaft und arbeitete als Fotomodell in Mailand, bevor er sich für eine Schauspielkarriere und einen Umzug nach Los Angeles entschied. Adewale spricht neben seiner Muttersprache Yoruba noch Englisch, Italienisch und Swahili. Er ist praktizierender Buddhist und ein gefragter Filmschauspieler.
Erste Filmerfahrungen sammelte er als Nebendarsteller in Fernsehserien wie Red Shoe Diaries, New York Undercover und Cracker, bevor er 1995 sein Filmdebüt in Congo hatte. Seinen Durchbruch hatte er 1997 mit der HBO-Serie Oz – Hölle hinter Gittern. Von 2005 bis 2007 spielte er in der Serie Lost eine Hauptrolle.
2016 übernahm er die Rolle der Comicfigur Killer Croc im Film Suicide Squad.

## Filmografie
- 1994: Foxy Fantasies … mit David Duchovny (Red Shoe Diaries, Fernsehserie, Episode 3x06)
- 1995: New York Undercover (Fernsehserie, Episode 1x25)
- 1995: Delta of Venus
- 1995: Congo
- 1995: Ace Ventura – Jetzt wird’s wild (Ace Ventura: When Nature Calls)
- 1996: Screen Two (Fernsehserie, Episode 14x02 Deadly Voyage – Treibgut des Todes)
- 1997: 20.000 Meilen unter dem Meer (20,000 Leagues Under the Sea) (Fernsehfilm)
- 1997: Immer wieder Fitz (Cracker, Fernsehserie, Episode 1x03)
- 1997: Pensacola – Flügel aus Stahl (Pensacola: Wings of Gold, Fernsehserie, Episode 1x05)
- 1997–2000: Oz – Hölle hinter Gittern (Oz, Fernsehserie, 32 Episoden)
- 1998: Linc’s (Fernsehserie, Episode 1x13)
- 1998: Der Legionär (Legionnaire)
- 2000: Flammen der Leidenschaft – Eine wahre Geschichte (Enslavement: The True Story of Fanny Kemble, Fernsehfilm)
- 2001: Die Mumie kehrt zurück (The Mummy Returns)
- 2001: Lip Service
- 2002: Die Bourne Identität (The Bourne Identity)
- 2004: Unstoppable
- 2005: Black/Blue (Kurzfilm)
- 2005: Die Hüterin der Gewürze (The Mistress of Spices)
- 2005: On the One
- 2005: Get Rich or Die Tryin’
- 2005–2006: Lost (Fernsehserie, 20 Episoden)
- 2009: G.I. Joe – Geheimauftrag Cobra (G.I. Joe: The Rise of Cobra)
- 2009: Monk (Fernsehserie, Episode 8x02 Mr. Monk und der Fremde)
- 2010: Faster
- 2011: Killer Elite
- 2011: Strike Back (Fernsehserie, 2 Episoden)
- 2011: The Thing
- 2012: Best Laid Plans
- 2012: Shootout – Keine Gnade (Bullet to the Head)
- 2012: Hunted – Vertraue niemandem (Hunted, Fernsehserie, 8 Episoden)
- 2013: Mister & Pete gegen den Rest der Welt (The Inevitable Defeat of Mister & Pete)
- 2013: Thor – The Dark Kingdom (Thor: The Dark World)
- 2014: Pompeii
- 2014: Annie
- 2015: Game of Thrones (Fernsehserie, 2 Episoden)
- 2015: American Odyssey (Fernsehserie, 9 Episoden)
- 2015: Major Lazer (Fernsehserie, 11 Episoden, Stimme)
- 2015: Trumbo
- 2015: Erschütternde Wahrheit (Concussion)
- 2015: Bilal: A New Breed of Hero (Bilal, Stimme)
- 2016: Suicide Squad
- 2017: Elizabeth Blue
- 2017: Tour de Pharmacy (Fernsehfilm)
- 2017: Ten Days in the Valley (Fernsehserie, 10 Episoden)
- 2017–2019: Rapunzel – Die Serie (Tangled: The Series, Fernsehserie, 7 Episoden, Stimme)
- 2018: In My Skin (Farming)
- 2018: Unten am Fluss (Watership Down, Miniserie, 4 Episoden, Stimme)
- 2019: The Fix (Fernsehserie, 10 Episoden)
- 2019: Wetlands
- 2020: Moominvalley (Fernsehserie, 2 Episoden, Stimme)
- 2022: Marlowe
- 2022: His Dark Materials (Commander Ogunwe, 3 Staffel)
- 2024: The Union